# コミュニケーションシステム
コミュニケーションシステムは、不動産開発・企画設計、CADソフトウェアメーカー。1985年設立。

## 沿革
- 1985年 設立

## 代表的な製品
- TP-PLANNER